# بني فغلوم (مقريصات)
بني فغلوم هي إحدى مشيخات المملكة المغربية، تتبع جغرافيا لإقليم وزان وإداريًا لمقريصات. يقدر عدد سكانها بـ 2740 نسمة حسب الإحصاء الرسمي للسكان والسكنى لسنة 2004.